# Joseph Saucier
Joseph Saucier (född 24 februari 1869, Montréal, Kanada, död 10 april 1941, Montréal) var en fransk-kanadensisk sångare, körledare och pianist. Joseph var son till Moïse Saucier som även han var pianist och Josephs första pianolärare. Senare studerade Joseph även för Charles-Marie Panneton och Dominique Ducharme.
Joseph Saucier spelade tidigt in skivor och det är troligt att han var den förste kanadensare som spelade in en skiva på franska.